# 松井今朝子
松井 今朝子（まつい けさこ、1953年9月28日 - ）は、日本の小説家、脚本家、演出家、評論家。

## 経歴
1953年、京都・祇園にある料亭の娘として生まれる。聖母学院中学高等学校、早稲田大学第一文学部演劇学科卒業。早稲田大学大学院文学研究科（演劇学）修士課程修了後、松竹株式会社に入社。歌舞伎の企画・制作に携わる。
松竹を退職後フリーとなり、武智鉄二に師事して、歌舞伎の脚色・演出・評論などを手がけるようになる。
1997年、『東洲しゃらくさし』で小説家としてデビュー。同年に『仲蔵狂乱』で第8回時代小説大賞を受賞。この作品は2000年に、市川團十郎、新之助の出演でTV化された

## 主張・エピソード
- 選択的夫婦別姓制度に賛成。「別姓にしたくらいで崩壊するような情けない家庭なら、さっさと別れちまったほうがまし」と述べる[2]。

## 受賞歴
太字は受賞
- 1997年 『仲蔵狂乱』で第8回時代小説大賞受賞
- 1999年 『幕末あどれさん』で第20回吉川英治文学新人賞候補
- 2001年 『奴の小万と呼ばれた女』で第22回吉川英治文学新人賞候補
- 2002年 『一の富』で第23回吉川英治文学新人賞候補
- 2002年 『非道、行ずべからず』で第127直木三十五賞候補
- 2003年 『似せ者』で第128回直木三十五賞候補
- 2006年 『家、家にあらず』で第59日本推理作家協会賞候補
- 2007年 『吉原手引草』で第137回直木三十五賞受賞
- 2019年 『芙蓉の干城』で第4回渡辺淳一文学賞受賞

## 作品リスト

### 小説
- 『東洲しゃらくさし』（1997年、PHP研究所/2001年、PHP文庫）幻冬舎時代小説文庫
- 『仲蔵狂乱』（1998年、講談社/2001年、講談社文庫）
- 『幕末あどれさん』（1998年、PHP研究所）のち文庫、幻冬舎時代小説文庫
- 『奴の小万と呼ばれた女』（2000年、講談社/2003年、講談社文庫）
- 『一の富』（2001年、角川春樹事務所/2004年、ハルキ文庫）
  - （阿吽、出合茶屋、烏金、急用札の男、一の富）
- 『非道、行ずべからず』（2002年、マガジンハウス/2005年、集英社文庫
  - （『鳩よ!』1999年8月号-2001年12月号）
- 『似せ者』（2002年、講談社/2005年、講談社文庫）
  - 似せ者（『小説現代』2001年4月号）
  - 狛犬（『小説現代』2001年10月号）
  - 鶴亀、心残して）
- 『二枚目』（2003年、角川春樹事務所/2006年、ハルキ文庫）
  - 輪廻の家、二枚目、見出人、宴のあと始末、恋じまい）
- 『辰巳屋疑獄』（2003年、筑摩書房　のち文庫
- 『大江戸亀奉行日記』（2004年、ハルキ文庫・時代小説文庫）
- 『銀座開化事件帖』（2005年、新潮社）「銀座開化おもかげ草紙」文庫　
  - 明治の耶蘇祭典（クリスマス）（『小説新潮』2003年12月号）
  - 井戸の幸福（『小説新潮』2004年2月号）
  - 姫も縫ひます（『小説新潮』2004年4月号）
  - 雨中の物語り（『小説新潮』2004年6月号）
  - 父娘草（前編『小説新潮』2004年8月号、後編『小説新潮』2004年10月号）
- 『家、家にあらず』（2005年、集英社/のち文庫）
- 『吉原手引草』（2007年、幻冬舎）のち文庫
- 『果ての花火 銀座開花おもかげ草紙』（2007年、新潮社）のち文庫
- 『三世相 並木拍子郎種取帳』（2007年、角川春樹事務所）のち文庫
- 『そろそろ旅に』（2008年、講談社）のち文庫
- 『道絶えずば、また』（2009年、集英社）のち文庫
- 『円朝の女』（2009年、文藝春秋）のち文庫
- 『西南の嵐 銀座開化おもかげ草紙』（2010年、新潮社）のち文庫
- 『星と輝き花と咲き』（2010年、講談社）のち文庫
- 『吉原十二月』（2011年、幻冬舎）のち文庫
- 『四文屋 並木拍子郎種取帳』（2012年、ハルキ文庫 時代小説文庫）
- 『壺中の回廊』集英社 2013
- 『老いの入舞い　麹町常楽庵月並の記』文芸春秋、2014　
  - 『縁は異なもの 麴町常楽庵月並の記』文春文庫 2019
- 『料理通異聞』幻冬舎, 2016　のち文庫
- 『芙蓉の干城(たて)』集英社, 2018
- 『江戸の夢びらき』文藝春秋, 2020　初代市川團十郎 (初代)を描く

### 随筆
- 今朝子の晩ごはん（2008年、ポプラ文庫）
- 今朝子の晩ごはん 嵐の直木賞篇 （2008年10月、ポプラ文庫）
- 今朝子の晩ごはん 忙中馬あり篇 （2009年4月、ポプラ文庫）
- 今朝子の晩ごはん 環境チェンジ!篇（2009年10月、ポプラ文庫）
- 今朝子の晩ごはん 仕事も遊びもテンコ盛り篇（2010年4月、ポプラ文庫）
- 『歌舞伎の中の日本』（日本放送出版協会, 2010年3月 NHKブックス）2010年
- 『師父の遺言』NHK出版、2014（武智鉄二との交流を中心とした長編自伝随筆）のち集英社文庫
- 『今ごはん、昔ごはん』ポプラ文庫 2016

### 共著
- 『江戸の献立』福田浩,松下幸子共著 新潮社 とんぼの本 2013

### 歌舞伎入門書（監修）
- マンガ 歌舞伎入門（1987年-1988年、平凡社／2001年、講談社＋α文庫）
- ぴあ歌舞伎ワンダーランド（1991年、ぴあ）
- デジタル歌舞伎エンサイクロペディア（CD-ROM、1995年、アスキー）
- 極付歌舞伎謎解（きわめつきかぶきのなぞとき）（同名テレビ番組テキスト。2009年4月、NHK出版）

## テレビ出演
- 極付歌舞伎謎解（きわめつきかぶきのなぞとき）（NHK教育「知る楽～探求この世界」、2009年4・5月）
  - 第1回 お約束のヒーロー登場－「暫」
  - 第2回 光源氏の末裔－「廓文章」
  - 第3回 身替わり劇のメカニズム－「菅原伝授手習鑑〈寺子屋〉」
  - 第4回 人間を省みる動物ファンタジー－「義経千本桜〈四ノ切〉」
  - 第5回 任侠の原点－「夏祭浪花鑑」
  - 第6回 スペクタクルが芝居を変えた－「楼門五三桐〈山門〉」
  - 第7回 和製ホラーの女王－「東海道四谷怪談」
  - 第8回 幕末版「俺たちに明日はない」－「三人吉三廓初買」